# Material
Material — американский музыкальный коллектив, сформированный в 1979 году и руководимый бас-гитаристом Биллом Ласвеллом.

## История

### Группа (1978—1982)
В 1978 году, получив солидный гонорар за свою работу с The Yardbirds, музыкальный антрепренёр Джорджио Гомельский переехал в Нью-Йорк, намереваясь помочь выйти на рынок США европейским джаз-роковым коллективам, с которыми он работал (Gong, Henry Cow, Magma). Он открыл клуб Zu на Манхэттене и, познакомившись с 24-летним бас-гитаристом Биллом Ласвеллом, предложил ему организовать группу. Трое молодых друзей: Майкл Бейнхорн (17 лет, синтезатор), Мартин Биси (17, звукотехник) и Фред Мар (14, ударные) — ответили на объявление Ласвелла в The Village Voice, и группа начала репетиции в подвале клуба.
Коллектив стал известен как Zu Band, но после того как по инициативе Гомельского к ним присоединился бывший фронтмен группы Gong Дэвид Аллен для выступления на фестивале Zu Manifestival в клубе Zu 8 октября 1978 года, музыканты стали называться New York Gong. Гитарист Клифф Калтрери, которого заменил Майкл Лоренс на Manifestival, и второй барабанщик Билл Бейкон присоединились к ним для весеннего турне по США 1979-го, во время которого они передвигались в старом школьном автобусе и исполняли большую часть трилогии Radio Gnome Invisible группы Gong. Осенью они записали альбом About Time. После турне во Франции Аллен и группа мирно разошлись.
Коллектив стал называться Material по композиции «Materialism», сочинённой Ласвеллом и Калтрери, из альбома About Time. Их дебютной записью был Temporary Music 1 (1979), инструментальный мини-альбом, выпущенный на лейбле Гомельского Zu Records. Позже группа подписала контракт с Celluloid Records, и в 1980 году вышел сингл «Discourse». Во время работы над следующим мини-альбомом Temporary Music 2 (1981) состав сократился до трио, в которое входили Бейнхорн, Ласвелл и Мар. В записи их первой долгоиграющей пластинки Memory Serves, имевшей выраженный джазовый уклон, принимали участие гитаристы Сонни Шаррок и Фред Фрит из Henry Cow, корнетист Олу Дара, саксофонист Генри Тредгилл и скрипач Билли Бэнг.
После того как они начали работать с вокалистами, музыка Material стала более мелодичной и фанковой. Их следующий сингл «Ciquiri», вошедший в мини-альбом American Songs, стал популярным в танцевальных клубах Нью-Йорка; в его записи участвовал гитарист Роберт Куин. Сингл 1981 года «Bustin’ Out» был выпущен в виде расширенного клубного микса и занял второе место в танцевальном хит-параде. Material записали его при участии гитариста Ронни Дрейтона с вокалом Ноны Хендрикс. В этом составе была записана также песня «It’s a Holiday» для сплит-сингла с Cristina.
Во время работы над альбомом One Down (1982) барабанщик Фред Мар покинул группу, и для записи было приглашено множество исполнителей, включая Хендрикс, Б. Дж. Нельсон, Бернарда Фаулера и Уитни Хьюстон (одна из её первых студийных записей в качестве основной вокалистки). На кавер-версии песни Хью Хоппера «Memories» звучит вокал Хьюстон, а также соло саксофониста Арчи Шеппа. Критик Роберт Кристгау назвал её «одной из самых красивых баллад, которую вы когда-либо слышали».

### Сотрудничество (1982—1989)
Став дуэтом, Билл Ласвелл и Майкл Бейнхорн начали работать с другими музыкантами, продюсировать, сочинять и выступать. Сначала они работали в жанре электро, но вскоре отошли в сторону хип-хопа, сотрудничая с тернтейблистом D.St и рэперами Phase 2 и Fab Five Freddy. Случайная встреча Ласвелла с Херби Хэнкоком на Elektra Records привела к совместной работе над альбомом Future Shock и синглом «Rockit», ставшим хитом. Они сотрудничали с Хэнкоком на двух следующих его альбомах: Sound-System (1984) и Perfect Machine (1988). Сам Хэнкок в дальнейшем принимал участие во многих проектах Material и Ласвелла. В 1984 году под именем Timezone они выпустили сингл «World Destruction», записанный в сотрудничестве с Африкой Бамбаатой и Джоном Лайдоном. В 1985 году их пути разошлись. Бейнхорн занялся продюсированием таких исполнителей, как Red Hot Chili Peppers и Marilyn Manson, а Ласвелл, сохранивший за собой право на имя Material, привлекал большое число музыкантов, среди которых гитарист Ники Скопелитис, клавишник Джефф Бова, перкуссионист Аийб Дьен, бывший клавишник Parliament-Funkadelic Берни Уоррелл и бас-гитарист Бутси Коллинз, а также ямайский регги-дуэт Sly and Robbie.

### Проекты (1989—1999)
К 1989 году Ласвелл прекратил использовать название Material в качестве ширмы для собственных работ и стал организовывать специфические проекты. Первым проектом был альбом Seven Souls, на котором Уильям Берроуз читает отрывки из своего романа «Западные земли». В 1998 году альбом был ремикширован (Талвин Сингх, Spring Heel Jack, DJ Olive, Ласвелл) и переиздан под названием The Road to the Western Lands.
The Third Power вышел в 1991 году. Он был создан главным образом в сотрудничестве с дуэтом Sly and Robbie и Бутси Коллинзом. Вокал для пластинки записали участники группы Jungle Brothers Baby Bam и Mike Gee, Джалал Мансур Нуриддин из The Last Poets и Шабба Ранкс. Среди других музыкантов были участники Funkadelic, Херби Хэнкок, Генри Тредгилл и Олу Дара.
Альбом 1993 года Hallucination Engine включал в себя смесь джаза, индийской и ближневосточной музыки. Среди известных джазовых исполнителей, принявших участие в работе над диском, были Уэйн Шортер, Йонас Хеллборг, мастер игры на табле Закир Хуссейн, скрипач Л. Шанкар и Викку Винаякрам (на гхатаме). Кроме того, в записи участвовали палестинский скрипач Симон Шахин, индийский перкуссионист Трилок Гурту и Уильям Берроуз.
Последним на сегодняшний день релизом Material является альбом Intonarumori (1999) с подзаголовком «Рэп — это всё ещё искусство». Его помогали записывать Кул Кит, Flavor Flav и Killah Priest. Ласвелл время от времени использует название на концертных выступлениях, последний раз — на фестивале Боннару 13 июня 2004 года; среди прочих на сцене играли его жена Gigi, барабанщик Брайан Мантия и гитарист Бакетхэд (оба из последнего проекта Ласвелла Praxis).

## Дискография
- 1981: Temporary Music (компиляция)
- 1981: Memory Serves
- 1982: One Down
- 1989: Seven Souls
- 1991: Live from Soundscape (концерт, 1981)
- 1991: The Third Power
- 1993: Live in Japan (концерт, 1992)
- 1993: Hallucination Engine
- 1998: The Road to the Western Lands (ремиксы Seven Souls)
- 1999: Intonarumori